# Tergestino
El tergestino era el dialecto románico hablado en Trieste hasta principios del siglo xix, cuando se extinguió dejando paso al actual dialecto triestino de tipo veneciano. El tergestino era un idioma retorrománico afín al friulano y al ladino, y aún más próximo al dialecto vecino de Muggia, el muglisano.

## Historia
El tergestino fue hablado en Trieste por la mayor parte de la población hasta el fin del siglo xviii. Con el cambio de siglo se inició en la ciudad un rápido proceso de sustitución lingüística en que un nuevo dialecto veneciano de tipo colonial, el triestino, ocupó el lugar dejado por el tergestino.[cita requerida]
El factor desencadenante del cambio fue la explosión demográfica provocada por la creación de un importante puerto comercial por parte del Gobierno austriaco. La ciudad había pertenecido al archiducado de Austria desde 1382, pero en 1719 el Gobierno decidió invertir una gran cantidad de dinero para permitir la salida al mar Adriático de los productos de todas las naciones que englobaba. El nuevo puerto atrajo a emigrantes de las zonas costeras de Istria, Dalmacia e incluso de la vecina República de Venecia. La población pasó de 6000 a 200 000 habitantes. La nueva población, que hablaba diversas lenguas románicas y eslavas, adoptó como vehicular la forma de veneciano colonial que se utilizaba como lingua franca en sus regiones de origen.
El tergestino sobrevivió, no obstante, hasta la primera mitad del siglo xix como lengua de la aristocracia local, un grupo de familia conocidas como lis tredis fameis, nombre que denota el estrecho parentesco entre el antiguo tergestino y el friulano. En 1828 Giuseppe Mainati recopiló los testimonios más importantes que han quedado sobre las características del tergestino en su obra Dialoghi piacevoli in dialetto vernacolo triestino.
En el siglo xx ha habido un intento de revitalización del tergestino por parte de Ivan Crico, que ha compuesto parte de su obra poética en él.

## Clasificación
El tergestino era un dialecto de tipo retorromance afín al hablado en Muggia (conocido como muglisano). Pertenece, por tanto, al mismo grupo lingüístico que el ladino, el friulano y el romanche, probables residuos de un continuum lingüístico alpino que se extendía desde la Suiza Occidental hasta el norte de Istria. También el muglisano corrió una suerte parecida al tergestino.
No existe ningún tipo de continuidad entre el tergestino y el dialecto veneciano (actual triestino) que se le sobrepuso, únicamente una mínima parte del léxico ha sobrevivido. Dado que Trieste no ha pertenecido a la República de Venecia desde la Edad Media, la imposición del veneciano no se debió a la influencia política, sino a la idoneidad para la comunicación entre los hablantes de un momento histórico determinado.

## Texto en tergestino
Parte de un diálogo publicado en 1828.
- Bastian - Quand che ti avaràsto imparà plui bem l’architetura, cognossaràsto mièi, e no favelaràsto cussì.
- Jaco - Aimò impar malapèna i set ordim architetònich.
- Bastian - Zà che imparisto i set òrdim de architetura, dìme, da ze òrdim xem stis colònis?
- Jaco - Del òrdim Corintìo scanelà.
- Bastian - Come cognossisto che lis sèis del òrdim Corintìo?
- Jaco  - Dai chiapitièi, che ham lis fòiis come chela planta che se clama acànto.
- Jaco - Ze xe scrit intòl pedestàl?
- Bastian - Lèj, e po savàrastu ze che xe scrit.
- Jaco - Numine... Me par che sìis paràulis latìnis, mi no capèss.
- Bastian - Va là, va là, zuss. Lejerài mi. Nùmine sub nostro felìces vìvite cives; arbìtri vestri quidquid habètis, erit.
- Jaco - Ze vol dì?
- Bastian - Aimò te disarài par taliàm. Sòta i nuèstri auspìzj podarèi vive contiènti Tristini, chel che ghavèi sarà uèstro, de podè fà chel che volèi.